# Spencer Perceval

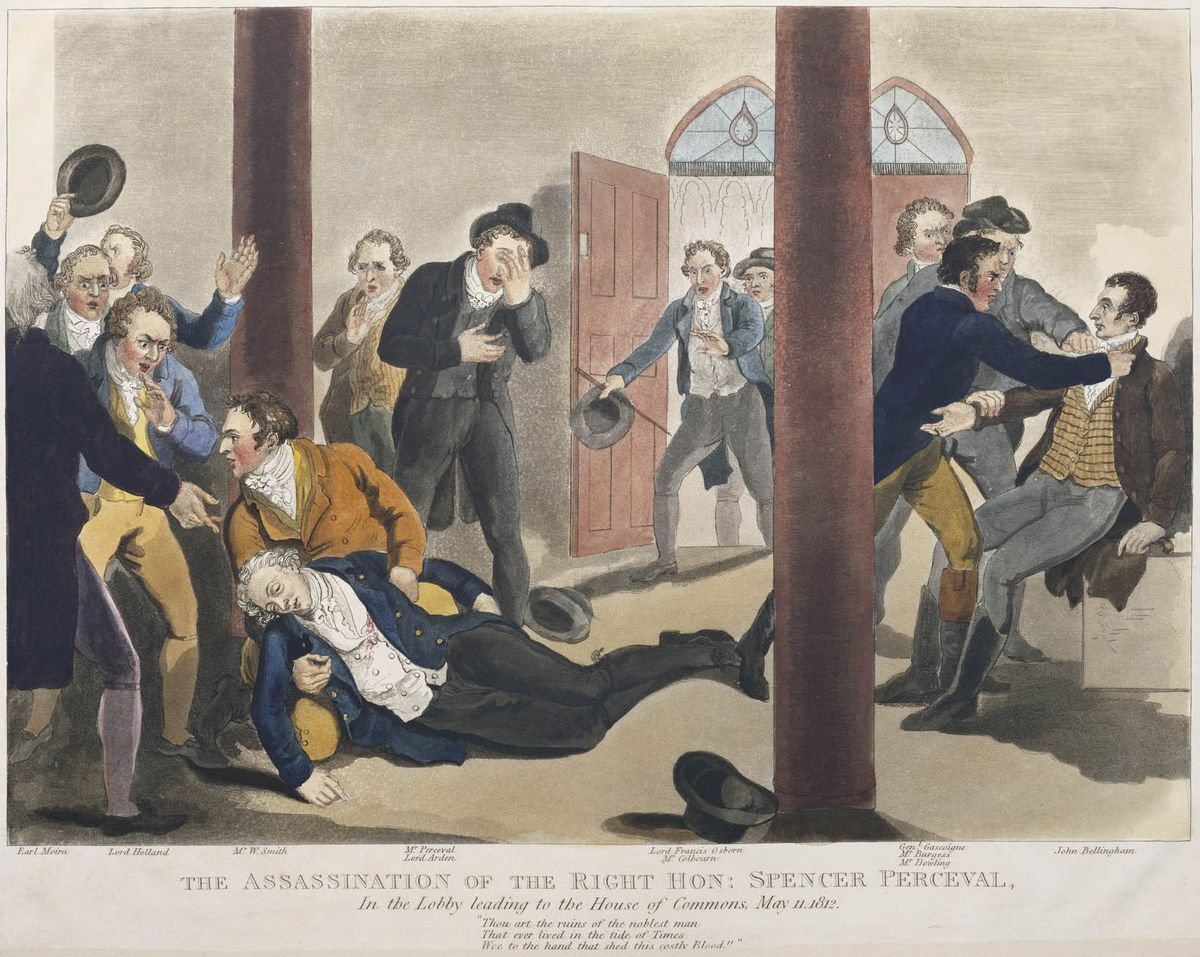
Zabójstwo Spencera Percevala

Spencer Perceval (ur. 1 listopada 1762 w Londynie, zm. 11 maja 1812 tamże) – brytyjski polityk i premier Zjednoczonego Królestwa Wielkiej Brytanii i Irlandii. Jedyny brytyjski premier, który zginął w zamachu.

## Wczesne lata życia i początki kariery politycznej
Był siódmym synem Johna Percevala, 2. hrabiego Egmont, i Catherine Compton. Wykształcenie odebrał w Harrow School oraz w Trinity College na Uniwersytecie Cambridge. Po studiach rozpoczął praktykę w okręgu Midland. Dzięki staraniom rodziny swojej matki uzyskał stanowisko w sądzie w Northampton. Następnie został komisarzem ds. upadłości z roczną pensją w wysokości 119 funtów. Z ramienia Korony brał udział w procesach przeciwko Thomasowi Paine’owi (1792) i Johnowi Horne’owi Tooke’owi (1794). Pisał również pamfelty popierające impeachment Warrena Hastingsa.
W 1796 został wybrany do Izby Gmin jako reprezentant okręgu Northampton. Jego ataki na Charlesa Jamesa Foxa i parlamentarnych radykałów zwróciły nań uwagę premiera Williama Pitta Młodszego, który w 1798 mianował go radcą przy Radzie Artylerii. W 1801 został radcą generalnym w rządzie Henry’ego Addingtona. W 1802 został prokuratorem generalnym. Pozostał na tym stanowisku w 1804, kiedy na stanowisko premiera powrócił Pitt. Na stanowisku prokuratora Perceval odpowiadał za procesy przeciwko radykałom oraz zmianę prawa dotyczącego zsyłania przestępców do Australii.
Perceval znajdował się w opozycji wobec Gabinetu Wszystkich Talentów i projektów równouprawnienia katolików. W 1807 został kanclerzem skarbu, Kanclerzem Księstwa Lancaster i przewodniczącym Izby Gmin w rządzie księcia Portland. Po rezygnacji Portlanda w 1809 Perceval został nowym premierem Wielkiej Brytanii.

## Premier Wielkiej Brytanii
Oprócz stanowiska premiera Perceval sprawował również wszystkie stanowiska, jakie otrzymał w poprzednim gabinecie. W skład rządu Percevala nie wszedł jeden z najważniejszych polityków stronnictwa torysów, George Canning, co sprawiało, że gabinet niejednokrotnie nie mógł uzyskać większości w Izbie Gmin. W okresie urzędowania Percevala król Jerzy III ostatecznie popadł w obłęd, a regencję powierzono jego synowi. Rząd wspierał również działania korpusu Wellingtona w Hiszpanii i Portugalii. Ograniczenia w handlu, które na wniosek Percevala wprowadzono w 1807, negatywnie odbijały się na brytyjskiej gospodarce. Rosło również niezadowolenie społeczeństwa. Zimą 1811 rozpoczął swoją działalność ruch luddystów. Perceval został zmuszony do złożenia wyjaśnień przed Izbą Gmin.
11 maja 1812, kiedy Perceval udał się do parlamentu, aby złożyć żądane wyjaśnienia, John Bellingham, obarczający premiera odpowiedzialnością za swoją trudną sytuację finansową, strzelił do niego, kiedy premier wszedł do budynku parlamentu. Trafiony w serce Perceval zdążył powiedzieć: Oh, I have been murdered.
Zabójca został od razu aresztowany i stracony tydzień później. Ciało Percevala przeniesiono na 10 Downing Street i po pięciu dniach pochowano w kościele św. Łukasza w Charlton.

## Życie prywatne
Premier był żonaty z Jane Spencer-Wilson i miał z nią sześciu synów (m.in. lekarza Johna Thomasa) i sześć córek. Perceval był ostatnim brytyjskim premierem, który nosił pudrowaną perukę związaną w warkocz, oraz krótkie spodnie, zgodnie ze starodawną modą z XVIII wieku.